# Bed Mover

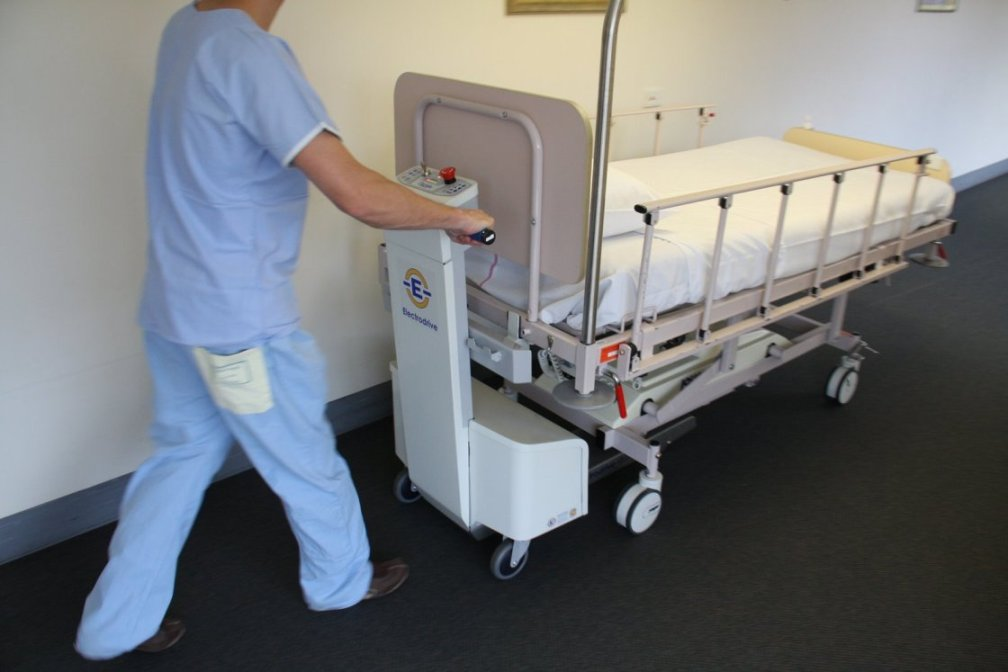
Ein Bed Mover der Firma Electrodrive im Einsatz

Ein Bed Mover (engl. für Bettbewegungsvorrichtung) ist ein Flurfördergerät, um Krankenhausbetten maschinell zu bewegen. Die Funktion ist ähnlich der eines Hubwagens.

## Anwendung
Die Bed Mover werden in Krankenhäusern verwendet, um interne Krankentransporte zu Untersuchungen, Operationen oder bei Verlegungen zwischen Stationen durchzuführen. Ein modernes Krankenhausbett wiegt zwischen 150 und 200 Kilogramm, mit einem normalgewichtigen Patienten (ca. 80 kg) liegt das Gewicht eines Bettes mit Patienten deshalb bei 230 bis 280 Kilogramm. Bei weiteren Wegen bzw. Steigungen und bei übergewichtigen Patienten ist das Schieben des Bettes anstrengend bzw. von einer Person nicht zu bewältigen. Nach Schätzungen wird die Zahl übergewichtiger Patienten in den folgenden Jahren weiter steigen, Krankenhäuser müssen sich hierauf einstellen.
Aus diesen Gründen wurden Bed Mover entwickelt, die den kraftaufwendigen Teil übernehmen. Das Personal kann sich somit mehr auf die Steuerung und den Patienten konzentrieren und eventuelle Veränderungen des medizinischen Zustands schneller feststellen. Das Anstoßen an Wände, Türen etc., Beschädigungen an den Wänden und Schmerzen der Patienten durch die Stöße können somit verringert werden.

## Funktionen und Bedienung
Die Lenkung bei der Benutzung eines Bed Movers wird weiterhin vom Personal übernommen. Dieses geschieht je nach Modell und Hersteller entweder mittels einer Fernbedienung, einem fest installierten Modul oder dem manuellen Lenken, welches vom Motor unterstützt wird.
Die Bed Mover werden je nach Modell am Kopf- oder Fußende des Bettes angedockt. Das Andocken ist je nach Modell verschieden, es gibt Modelle, bei denen der Bed Mover am Rahmen einhakt bzw. mit Gurten befestigt wird, bei anderen Modellen wird der Bed Mover an den Radstützen befestigt.
Die Geschwindigkeit ist ebenfalls, je nach Zustand des Patienten und der Strecke einstellbar.
Bed Mover werden mittels Akku betrieben, zum Laden werden die Geräte in der Regel einfach an einer Steckdose angeschlossen.

## Benutzung
Ein Bed Mover ist als elektrisch betriebenes Medizinprodukt nur von Personen zu bedienen, welche eingewiesen worden sind. Um Missbrauch und Diebstahl zu vermeiden, sind die meisten Modelle mit einem Schlüsselschalter ausgestattet. Ein Notausschalter ist ebenfalls bei fast allen Modellen vorhanden, genauso wie eine Hupe.